# Milhouse Van Houten
Milhouse Mussolini Van Houten és un personatge de la sèrie animada de televisió Els Simpsons, creats per Matt Groening. Milhouse va ser creat per als anuncis d'aperitius Butterfinger protagonitzats per Bart, i més tard inclòs a la sèrie de televisió. El nom del personatge és una referència al nom complet de Richard Nixon, el segon nom del qual era Milhous; Groening el va triar perquè pensava que era el pitjor nom per posar-li un fill.
Té entre vuit i deu anys (depèn de la temporada). És el millor amic d'en Bart Simpson. Té els cabells blaus, és de poca estatura, de pell groga (característica principal dels personatges de la sèrie) i porta ulleres roges. Els seus pares Luann Van Houten (mare), Kirk Van Houten (pare), estan separats. És fàcilment subornable i molt dèbil. És estudiant de la mateixa escola que Bart Simpson i Lisa Simpson i està enamorat d'aquesta.
Els altres nens el veuen com un "perdedor" i és víctima de bromes, burles i abusos no només per part dels buscabregues Nelson, Secco, Spada i Patata sinó també per part de tota l'escola, de fet, ocasions en què Milhouse és humiliat o s'humilia davant de tota l'escola i és burlat públicament per tothom. Fins i tot els professors es burlen d'ell i el consideren un no-res, sense molestar-se a dissimular-ho. Fins i tot els seus pares sembla que no els importa gaire.